# Nelson Cabrera
Nelson David Cabrera Báez (ur. 22 kwietnia 1983 w Capiatá) – paragwajski-boliwijski piłkarz występujący na pozycji obrońca w boliwijskim klubie Bolívar oraz w reprezentacji Boliwii. Znalazł się w kadrze na Copa América 2016.